# أب سردان العليا جوكار (مارغون)
أب سردان العلیا جوکار (بالفارسية: آب‌سردان علیا جوکار) هي قرية تقع في إيران في قسم مارغون الريفي. يقدر عدد سكانها بـ 147 نسمة .